# 439 Batalion Wschodni
439 Batalion Wschodni (niem. Ost-Bataillon 439, ros. 439-й восточный батальон) – oddział wojskowy Wehrmachtu złożony z Rosjan podczas II wojny światowej.
Batalion został sformowany 13 stycznia 1943 r. na okupowanej Białorusi. Miał cztery kompanie. Był podporządkowany XXXIX Korpusowi Pancernemu 9 Armii. W maju tego roku znalazł się w bezpośredniej zwierzchności Grupy Armii "Środek". W październiku przeniesiono go do północnej Francji, gdzie podporządkowano go 7 Armii. Stacjonował w rejonie Caen. Dowodził nim mjr Hans Becker. Pod koniec kwietnia 1944 r. jako IV Batalion wszedł w skład 726 Pułku Grenadierów 716 Dywizji Piechoty. Rozmieszczono go w Isigny-sur-Mer. Miał wówczas na uzbrojeniu 41 karabinów maszynowych, 15 moździerzy i 1 działko przeciwpancerne 45 mm. Batalion brał udział w ciężkich walkach z inwazyjnymi wojskami alianckimi, ponosząc duże straty. W sierpniu 1944 r. został wycofany do Alzacji, gdzie podporządkowano go 19 Armii. W listopadzie znalazł się na poligonie wojskowym w Münsingen, gdzie wszedł w skład nowo formowanej 1 Dywizji Piechoty Sił Zbrojnych Komitetu Wyzwolenia Narodów Rosji.